# 小行星2846
小行星2846（2846 Ylppö）是一颗围绕太阳公转的小行星。1942年2月12日，利斯·奧特瑪在图尔库发现了此天体。
該小行星以芬蘭內科醫生阿爾沃·伊爾波命名。
这颗小行星的绝对星等为74.86208等。